# Epomophorus angolensis
Epomophorus angolensis är en däggdjursart som beskrevs av Gray 1870. Epomophorus angolensis ingår i släktet Epomophorus och familjen flyghundar. IUCN kategoriserar arten globalt som nära hotad. Inga underarter finns listade.
Denna flyghund förekommer i låglandet i västra Angola och nordvästra Namibia. Habitatet utgörs av mindre skogar och trädansamlingar i öppna landskap. Individerna vilar vanligen ensam i växtligheten eller i mindre kolonier med upp till 200 medlemmar.
Arten når en absolut längd av cirka 16 cm, en vingspann av ungefär 50 cm och den har cirka 8,3 cm långa underarmar. Svansen är bara en liten stubbe eller saknas helt. Pälsen på bålen är brunaktig med några variationer. Epomophorus angolensis har de ljusa hårtofsarna på axlarna som liknar epåletter och som kännetecknar hela släktet. På gommen finns tvärgående åsar. Med hjälp av åsarnas antal och läge kan Epomophorus angolensis skiljas från andra släktmedlemmar.
Individerna behöver ingen skugga när de vilar. Flera honor hade i september och oktober aktiva spenar. Två dokumenterade ungar höll sig fast i moderns päls.